# Ornithogalum dubium
Ornithogalum dubium är en sparrisväxtart som beskrevs av Maarten Willem Houttuyn. Ornithogalum dubium ingår i släktet stjärnlökar, och familjen sparrisväxter. Inga underarter finns listade i Catalogue of Life.

## Bildgalleri

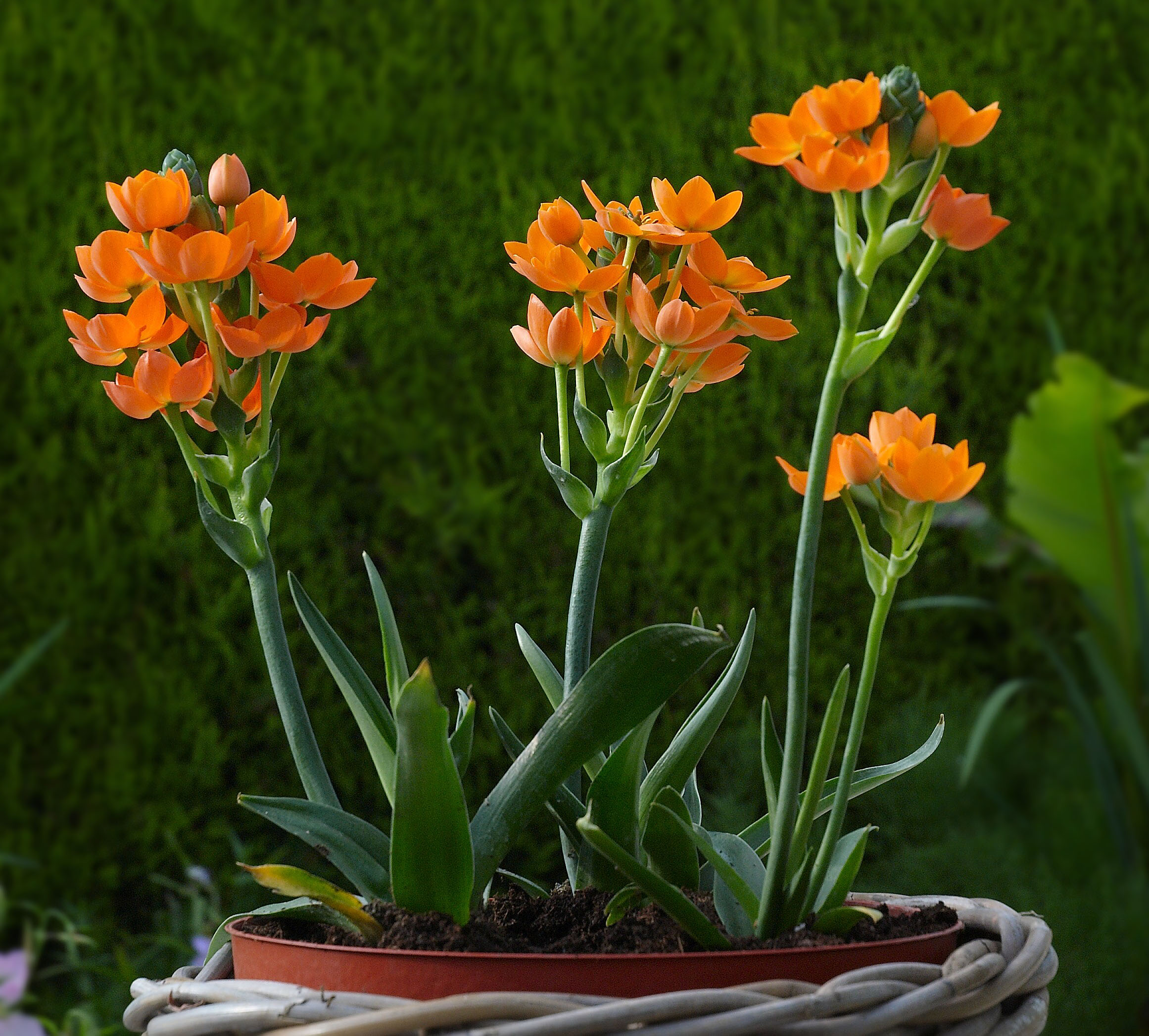
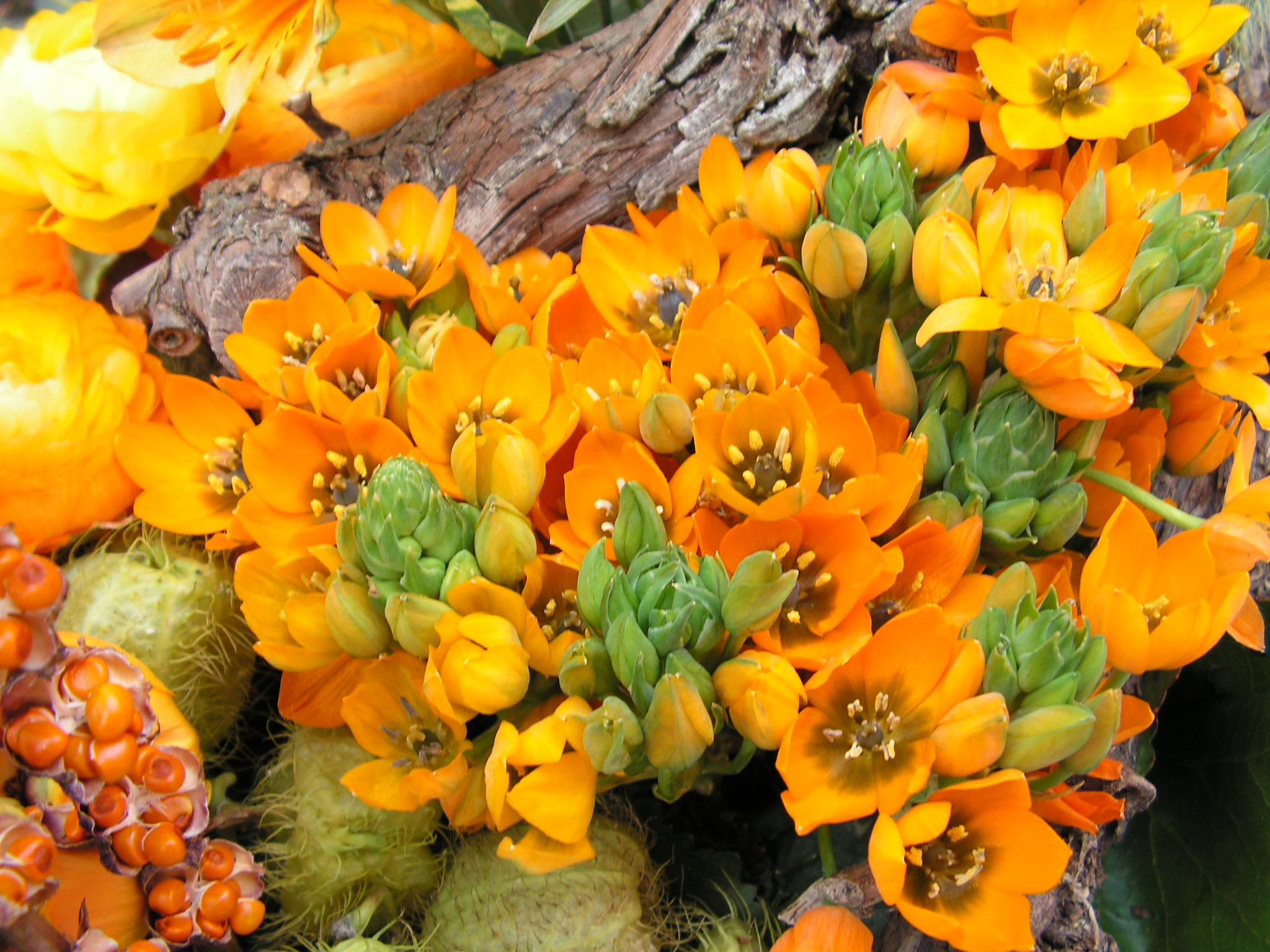
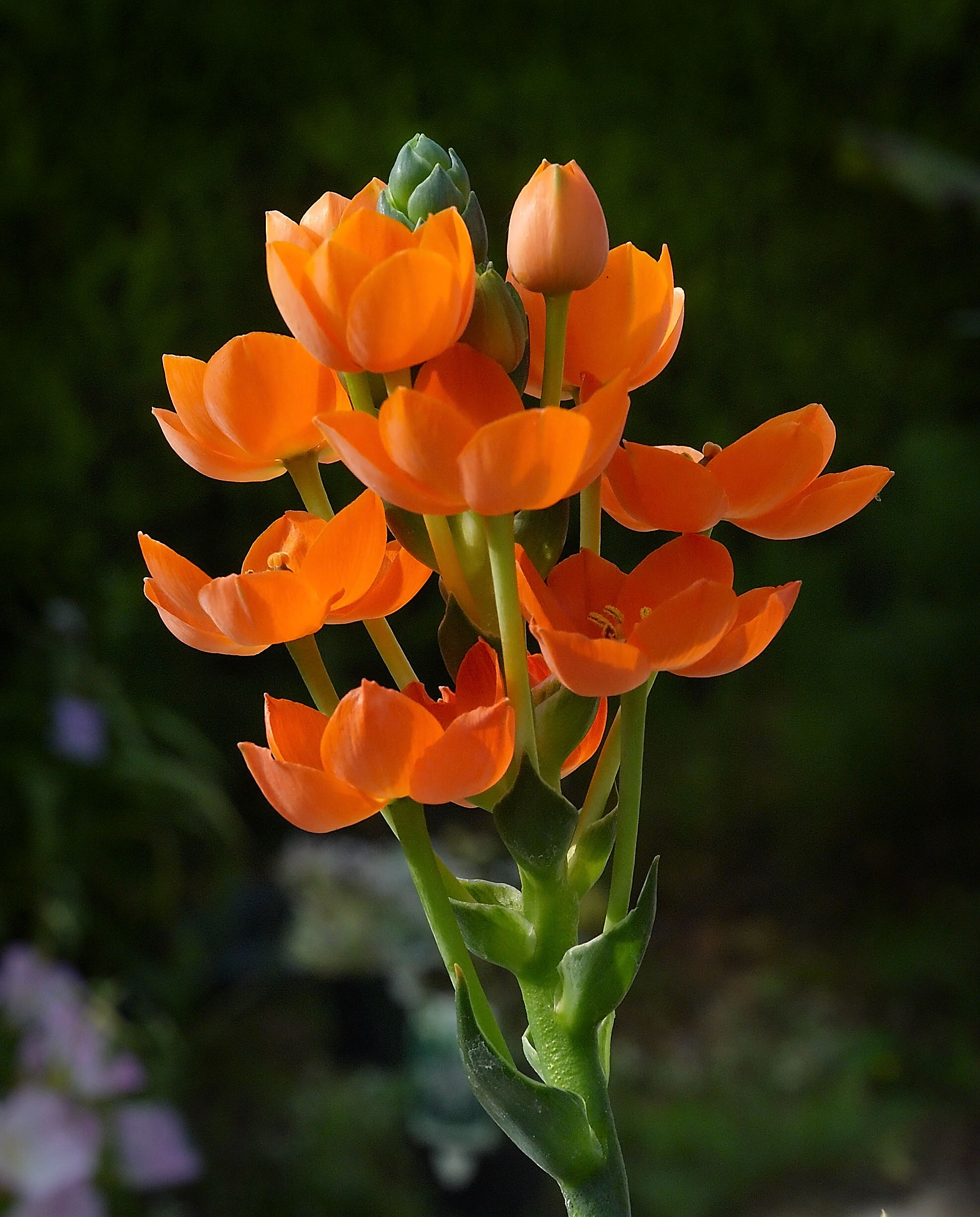
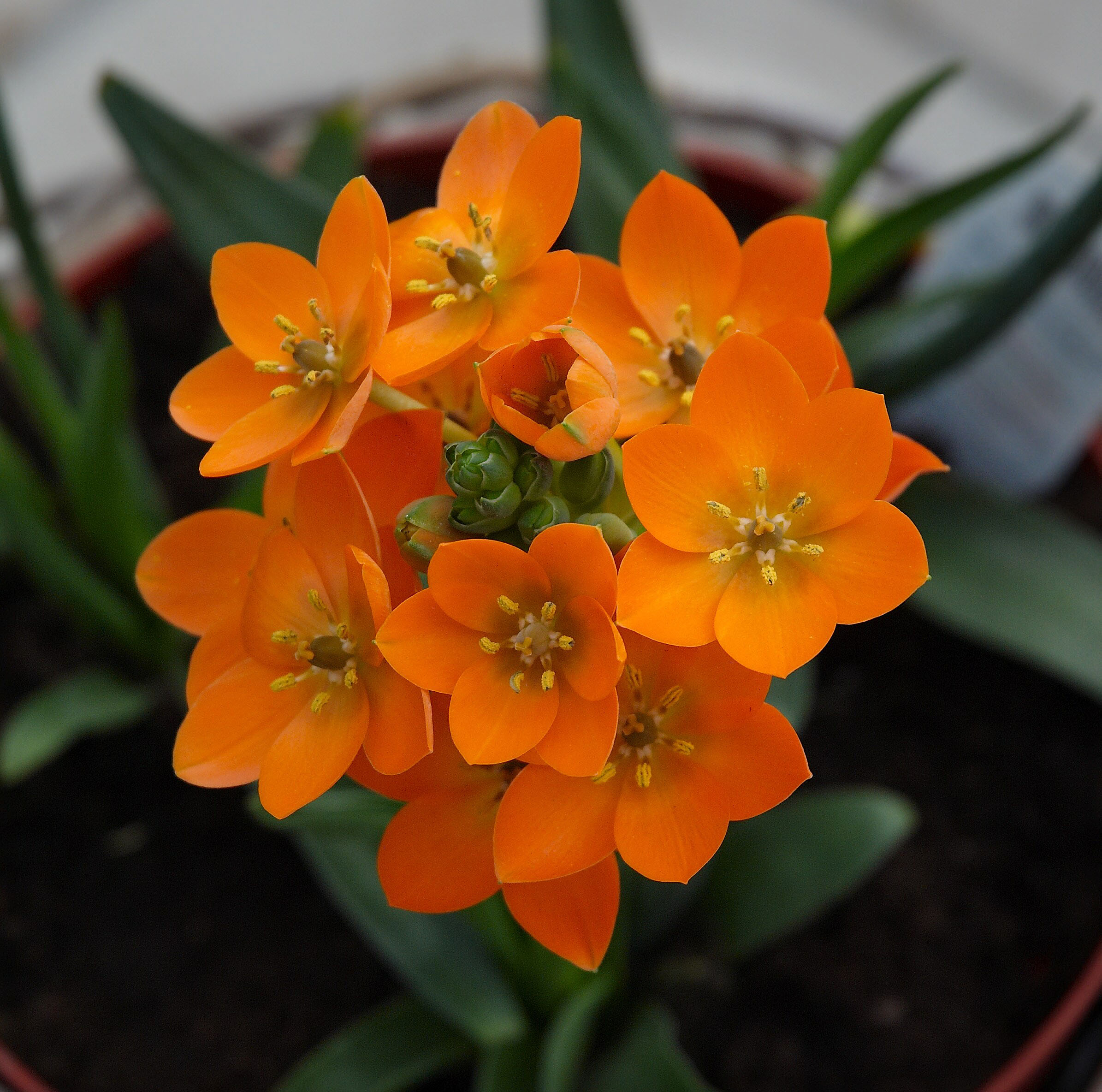
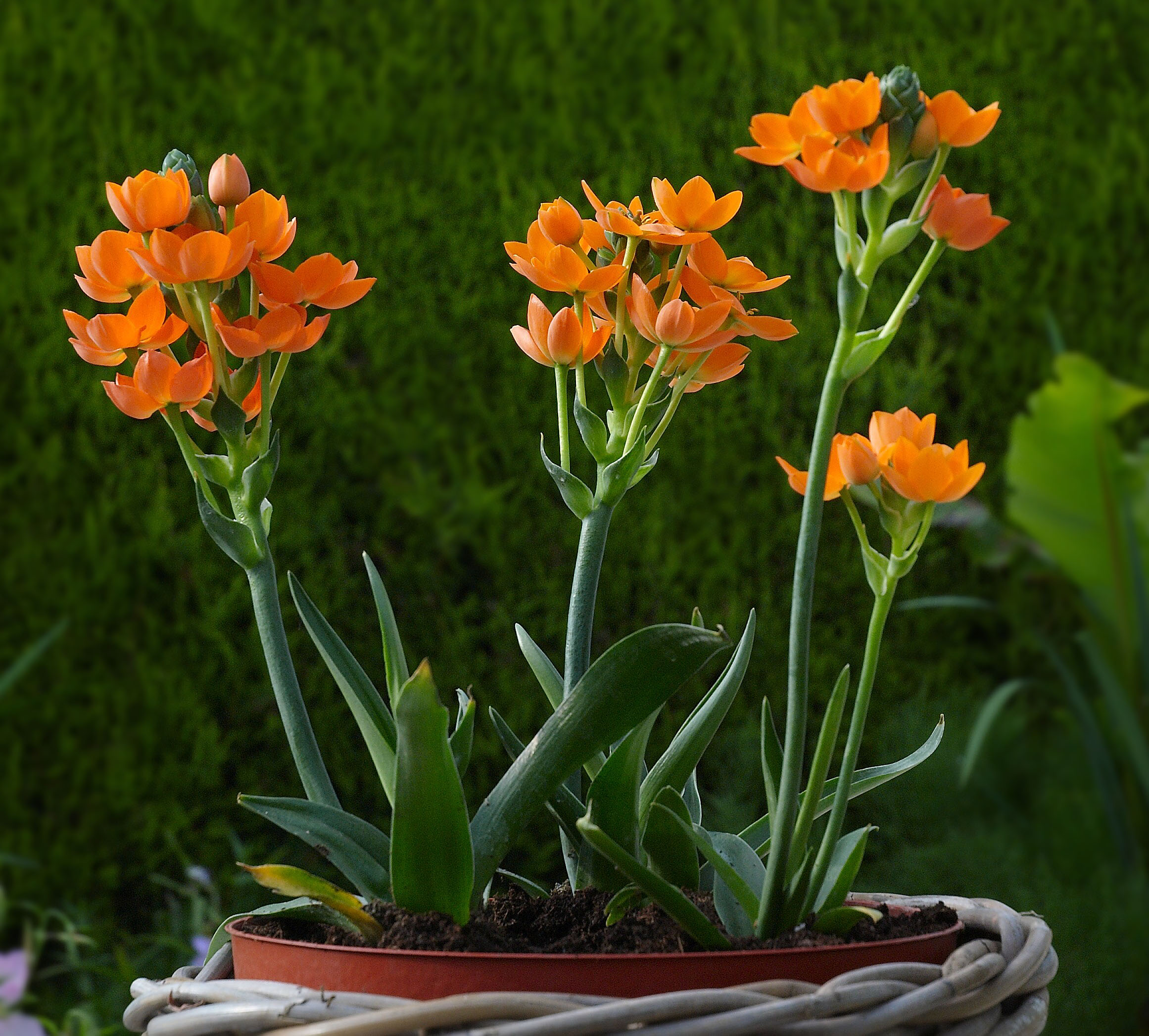
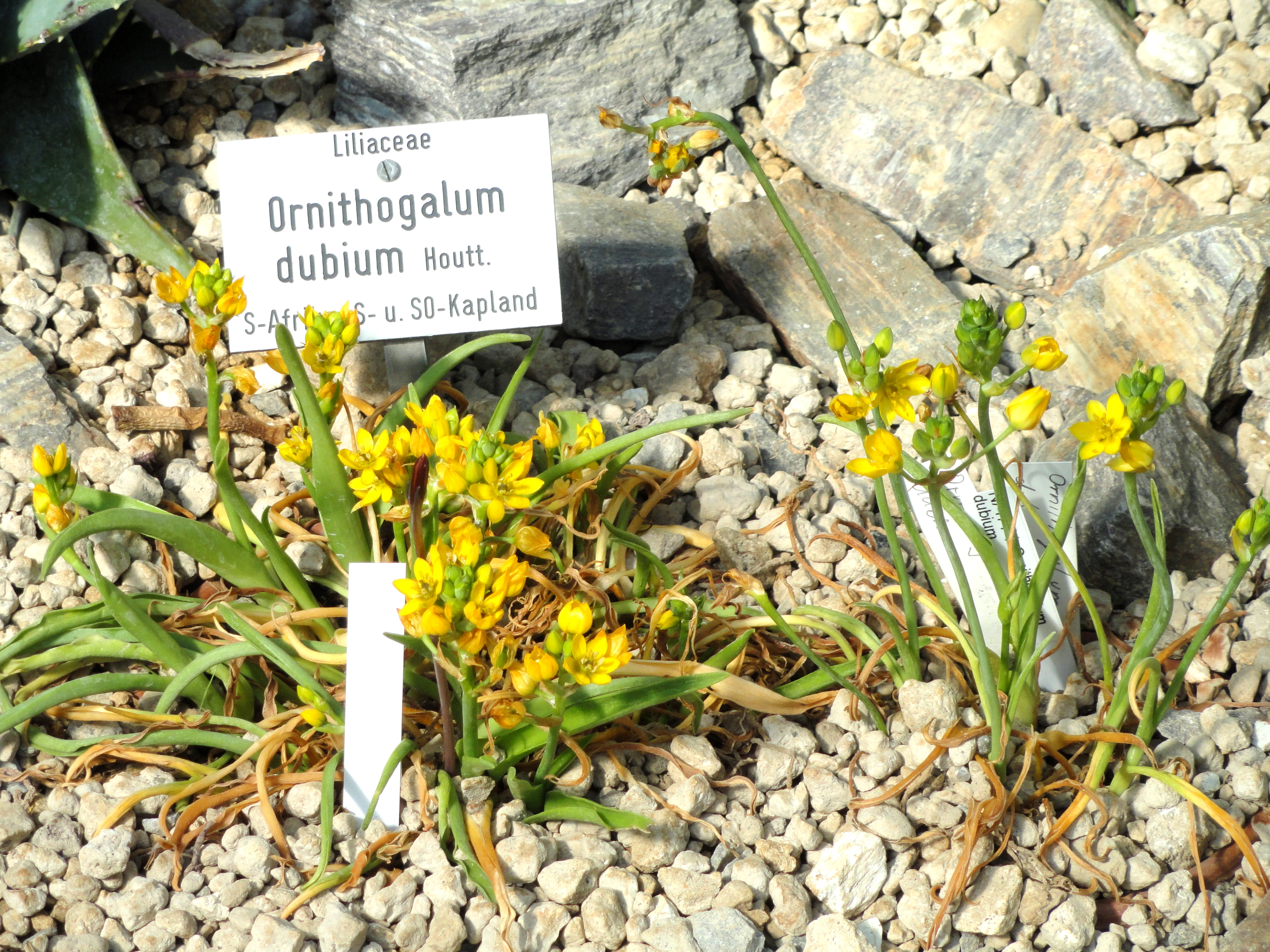